# Bosquerola capgrisa
La bosquerola capgrisa (Myiothlypis griseiceps) és un ocell de la família dels parúlids (Parulidae).

## Hàbitat i distribució
Habita la selva pluvial i vegetació secundària, a les muntanyes costaneres del nord de Veneçuela.